# Parc national de Kirishima-Kinkōwan
Le parc national de Kirishima-Kinkōwan (霧島錦江湾国立公園, Kirishima-Kinkowan kokuritsu kōen) est un parc national japonais situé dans le Kyūshū. 

## Description
La région de Kirishima comprend plus de vingt volcans dont le mont Karakuni et des forêts de châtaignier, de chêne et de pin rouge du Japon. La baie de Kinkō, ou baie de Kagoshima, est dominée par le volcan actif Sakurajima et Yakushima, classé au patrimoine mondial de l'UNESCO, est célèbre pour ses cèdres du Japon vieux de plus de mille ans.

## Histoire
Initialement, le parc a été créé en 1934 et couvre une surface de 607,94 km2. Depuis le 16 mars 2012, le parc a été divisé en deux parcs nationaux indépendants : le parc national de Kirishima Kinkōwan et le parc national de Yakushima, de respectivement 736,62 km2 et 323,32 km2.